# Aïn Kermes (distrito)
Aïn Kermes é um distrito localizado na província de Tiaret, Argélia.[carece de fontes?] Sua capital é a cidade de mesmo nome.

## Comunas
O distrito está dividido em cinco comunas:
- Aïn Kermes
- Madna
- Medrissa
- Rosfa
- Sidi Abderrahmane